# Pont d'Arvida
Le pont d'Arvida est un pont en arc franchissant la rivière Saguenay situé à Saguenay. Il a pour principale caractéristique d'avoir été le premier pont au monde à être construit entièrement en aluminium. Il a été cité immeuble patrimonial en 2005 par la ville de Saguenay. En 2013, le gouvernement du Québec annonce des travaux de réfection du pont d'Arvida. À la suite des travaux le pont est rouvert à la circulation le 29 août 2014.